# 横浜市立市場小学校
横浜市立市場小学校（よこはましりつ いちばしょうがっこう）は、神奈川県横浜市鶴見区元宮に所在する公立小学校。

## 沿革
出典
- 1873年（明治6年）6月6日 - 市場村の民家を間借りして真明学舎設置される。
- 1875年（明治8年） - 第一大学区神奈川県管内第七中学区百三十三番小学市場学校となる。
- 1879年（明治12年） - 熊野神社境内に校舎を新築し移転。
- 1881年（明治14年） - 村立市場学校と改称。
- 1896年（明治29年） - 橘樹郡町田村立尋常市場小学校と改称
- 1906年（明治39年） - 就学児童増加のため私有地を買収し校舎を新築した。
- 1909年（明治42年） - 橘樹郡町田村立尋常小学校と改称。義務教育年限が6年に延長された。
- 1910年（明治43年） - 高等科を併置して町田村立尋常高等町田小学校と改称。
- 1913年（大正2年） - 明治6年6月6日を創立記念日とする。
- 1919年（大正8年） - 尋常高等第一町田小学校に改称。
- 1923年（大正12年） - 潮田町立尋常高等市場小学校と改称。関東大震災により校舎倒壊。
- 1925年（大正14年） - 元宮に木造校舎を新築。鶴見町立市場尋常高等小学校に改称。
- 1927年（昭和2年） - 横浜市立市場尋常高等小学校に改称。
- 1928年（昭和3年） - 校旗･校章を制定
- 1941年（昭和16年） - 学校令改正により横浜市立市場国民学校に改称
- 1943年（昭和19年） - 戦争悪化により南足柄に集団疎開する。
- 1947年（昭和22年） - 市場国民学校から横浜市立市場小学校に校名を変更。
- 1995年（平成7年） - 新校舎が落成し、落成の記念式典を行う。
- 2020年（令和2年）4月1日 - 高学年用の校舎としてけやき分校を開設。

## けやき分校
横浜市立市場小学校は、神奈川県内で一番児童数の多い小学校である。背景には、周辺工場跡地の住宅開発などによる人口増加があり、2013年度には776人だった児童数が2020年には1532人と倍近くまで急増し、今後もしばらくは児童が急増し教室などが不足する一方で、数十年後には人口減少に転じるので、30年間と期間を定めた暫定使用の校舎を下水場用地の一部を活用して、横浜市が建設した。分校開校期間は児童数の推移をみて検討予定。
分校は、市場小本校舎から徒歩5分程度の場所で、ショッピングセンターベルクフォルテ森永橋店の前であり、同店前の道路は、歩道が少ない一方で交通量も多いことから、通学路を検討した結果、分校に隣接する元宮さわやか公園と分校昇降口をつなげ、児童らは公園を経由して校舎へ入る。昇降口には児童らが手作りした木板タイルが飾られ、校庭には人工芝が生える。通学区域による区別はなく本校舎には全1 - 4年生が、分校には全5 - 6年生が通う。

## 通学区域・進学先中学校
出典
- 横浜市鶴見区
  - 市場上町
  - 市場下町の一部
  - 市場西中町
  - 市場東中町
  - 尻手1丁目 - 2丁目
  - 元宮1丁目 - 2丁目

- 進学先中学校は、横浜市立市場中学校である。

## 周辺
- 横浜市鶴見スポーツセンター
- 横浜市鶴見川漕艇場
- 横浜市北部第一水再生センター
- 森永橋

## 関連頂目
- 神奈川県小学校一覧